# Ignace Gabriel Tappouni
Ignace Gabriel Tappouni (1879 - 1968) là một Hồng y người Iraq của Giáo hội Công giáo Rôma. Ông nguyên là Thượng phụ Antioch, đặt tại Liban của Giáo hội Công giáo nghi lễ Syria. Trước đó, ông cũng là Tổng giám mục của Tổng giáo phận Allepo và giám mục của Giáo phận Mardin và Amida, đều thuộc quyền quản lí của Giáo hội nghi lễ Syria.
Trong suốt thời gian tại thế, hồng y Tappouni là một nghị phụ tham dự Công đồng Vaticanô II và đã ba lần tham dự mật nghị hồng y, đó là: Mật nghị Hồng y 1939 chọn Giáo hoàng Piô XII, Mật nghị Hồng y 1958, chọn Giáo hoàng Gioan XXIII và Mật nghị Hồng y 1963, chọn Giáo hoàng Phaolô VI.

## Tiểu sử
Hồng y Tappouni sinh ngày 3 tháng 11 năm 1879 tại Mossul, Iraq. Sau quá trình tu học dài hạn tại các cơ sở chủng viện, ngày 9 tháng 11 năm 1892, Phó tế Tappouni tiến tới việc được truyền chức linh mục.
Ngày 14 tháng 9 năm 1912, với 10 năm ở sứ vụ linh mục, ông được chọn làm Giám mục Hiệu tòa Danaba, Đại diện Tông Tòa Hạt Đại diện Tông Tòa Mardin, thuộc quản lí Giáo hội nghi lễ Syria. Lế tấn phong cho vị tân chứ được cử hành vào ngày 19 tháng 1 năm 1913, với Hiệu tòa được thay đổi là Batnae dei Siri. Chỉ có một giáo sĩ tham dự vào nghi thức truyền chức cho tân giám mục, đồng thời là chủ phong là Thượng phụ Ignace Denis Ephrem Rahmani (Rahamani), thượng phụ Tòa Antioch, đứng đầu giáo hội nghi lễ Syria.
Tám năm sau khi được tấn phong giám mục, ngày 24 tháng 2 năm 1921, ông được thuyên chuyển và thăng lên làm Tổng giám mục chính tòa [[Tổng giáo phận Alep (Beroea, Halab), thuộc nghi lễ Syria và địa phận thuộc Syria. Lại tám năm trên vị trí Tổng giám mục, ngày 24 tháng 6 năm 1929, cộng đoàn Giáo hội nghi lễ Syria họp và nhất trí chọn Tổng giám mục Tappouni làm Thượng phụ Tòa Antioch, đặt tại Li Băng, đi kèm với chức danh Giám mục chính tòa Giáo phận Beirut (Bairut), cũng đặt tại Li Băng. Hai địa phận trên đều theo nghi lễ Syria. Phía Giáo hội Công giáo Rôma tái xác nhận và chuẩn y việc lựa chọn này sau đó vào ngày 15 tháng 7 cùng năm.
Với Công nghị Hồng y được cử hành vào ngày 19 tháng 12 năm 1935, Giáo hoàng Piô XI vinh thăng Thượng phụ Tappouni tước Hồng y đẳng linh mục Nhà thờ Santi XII Apostoli. Ông cũng tham gia đầy đủ bốn giai đoạn của Công đồng Vaticanô II với vai trò là một nghị phụ. Hồng y Tappouni sau đó từ bỏ danh hiệu hồng y nhà thờ Santi XII Apostoli ngày 11 tháng 2 năm 1965. Ông qua đời ngày 29 tháng 1 năm 1968, thọ 88 tuổi.